# ニン・フェン
ニン・フェン (Ning Feng, 宁峰, 1982 - ) は中国のヴァイオリニスト。

## 来歴
成都市出身。四川音楽学院でヴァイオリンを学び、ロンドンの王立音楽アカデミーに留学。
2001年のエリザベート王妃国際コンクールで５位を受賞。
2005年にニュージーランドで開催されたマイケル・ヒル国際ヴァイオリンコンクールで優勝。
2006年のパガニーニヴァイオリンコンクールで優勝。以後、世界的に活躍。

## 参考
- https://dukesoftware.appspot.com/violinist/Ning_Feng/ https://www.ojihall.jp/concert/lineup/2007/20070904.html